# Seydikemer
Seydikemer est un district et une municipalité de second rang en Turquie, dans le sud-est de la province de Muğla, à 30 km de Fethiye sur la mer Méditerranée. En 2014, elle est détachée de celle de Fethiye et regroupe les localités de Kemer et Seydiler. Sa population est estimée à 62 222 habitants en 2022.
Elle compte 65 villages, un site naturel, les gorges de Saklıkent (en), les plages de Karadere et Kumluova ainsi que plusieurs sites archéologiques de l'ancienne Lycie tels que le Létôon, Sidyma et Tlôs.
Les fouilles de la grotte de Girmeler révèlent que les anciens habitants, au Néolithique vers 8500 av. J-C., avaient une alimentation diversifiée comprenant du daim, du chevrotain, du lapin et du sanglier auxquels s'ajoutaient le blé et l'orge. Une étude récente montre que les paysans de Seydikemer connaissent encore 130 espèces de plantes comestibles.

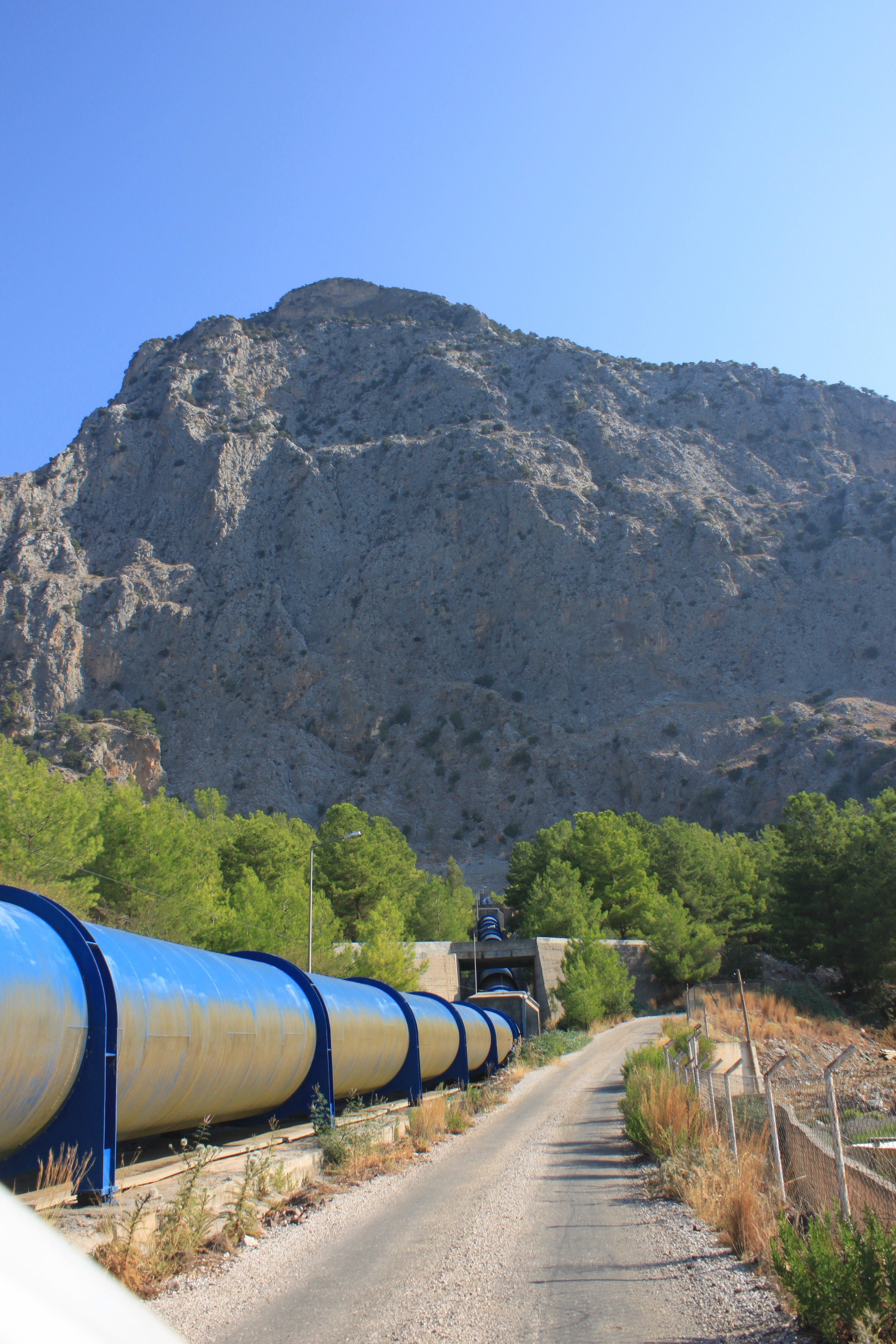
Canalisation faisant passer l'eau de l'Eşen Çayı (Xanthe) à travers la montagne, août 2022.

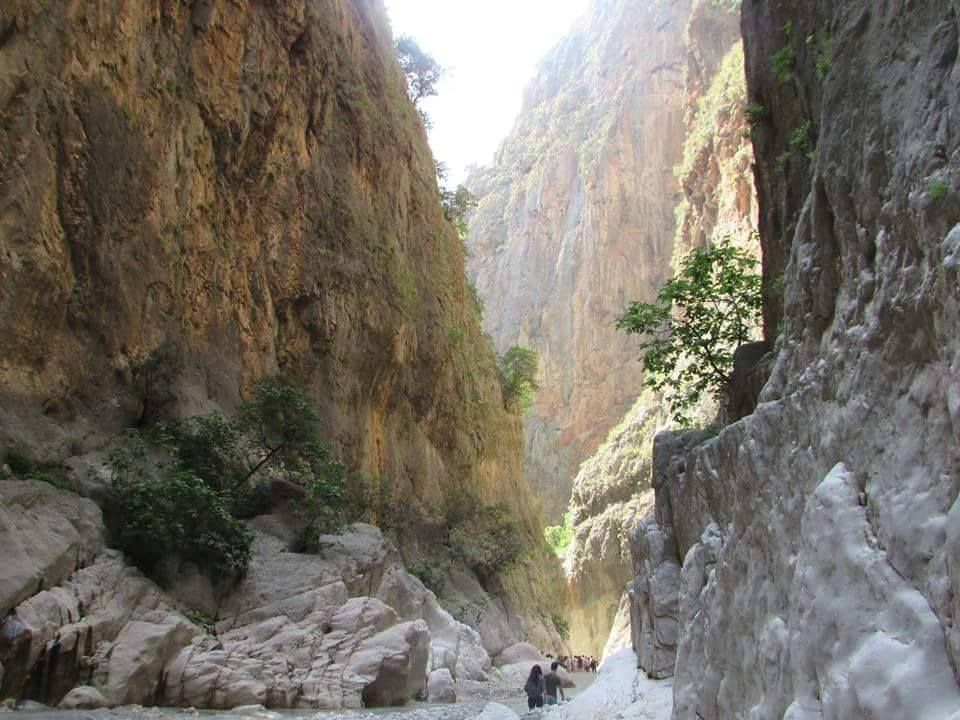
Les gorges de Saklıkent en mai 2015.
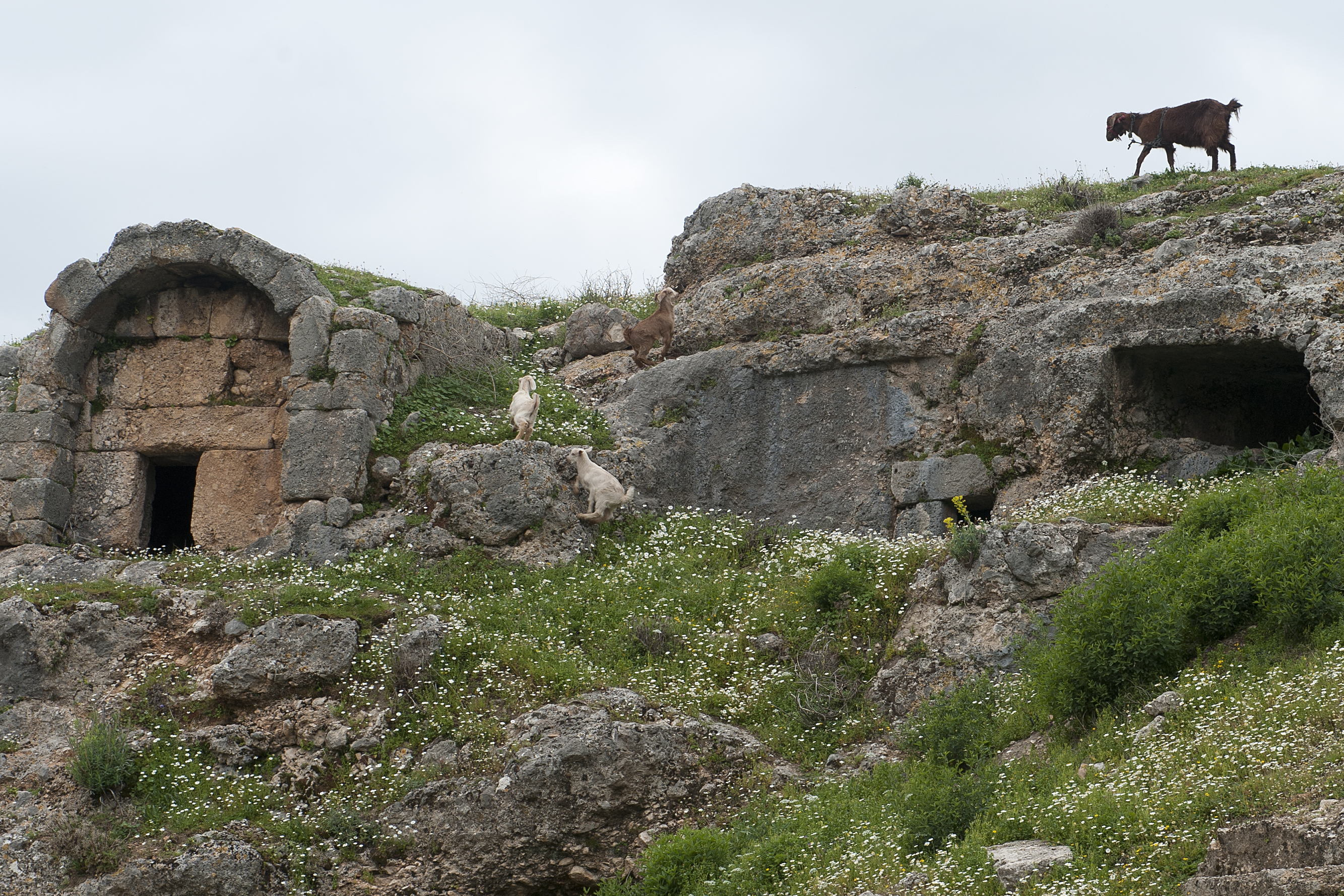
Ruines de Tlôs en mars 2011.
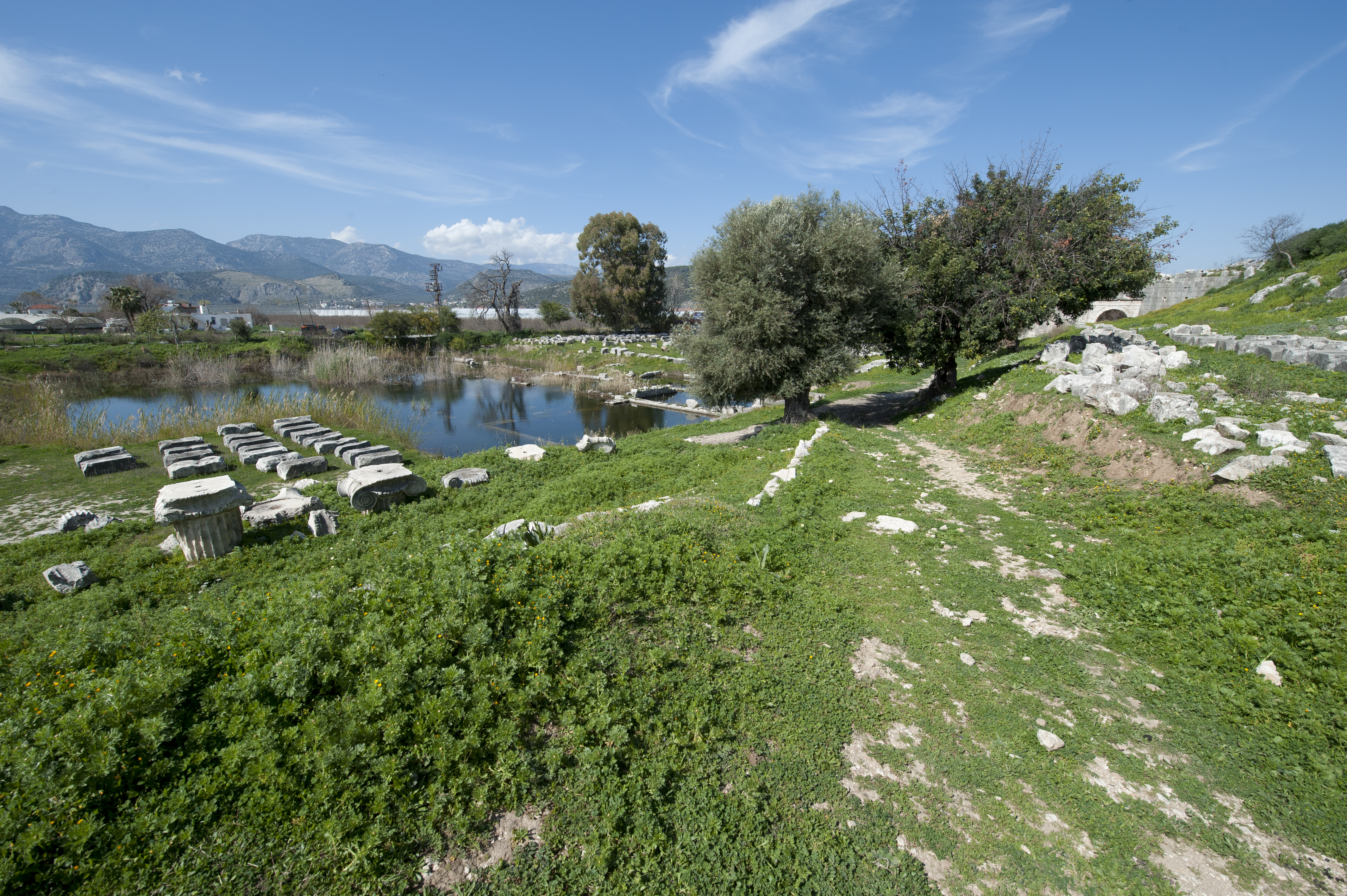
Ruines du Létôon en mars 2011.